# سی‌دی‌سی۴۲
هومولوگ پروتئین ۴۲ کنترل‌کننده تقسیم سلول (انگلیسی: Cell division control protein 42 homolog) یک پروتئین است که در انسان توسط ژن «CDC42» کُدگذاری می‌شود. این ژن بر روی بازوی کوتاه کروموزوم ۱ قرار گرفته‌است و در تنظیم چرخه سلول نقش دارد. این ژن نخستین بار در ساکارومایسس سرویزیه و به عنوان یک میانجی تقسیم سلولی کشف شد.
این پروتئین در انسان نوعی جی‌تی‌پی‌آز کوچک است که که عملکردهای سلولی گوناگونی همچون ریخت ظاهری، مهاجرت سلول، درون‌بری و پیشرفت چرخه سلول را کنترل می‌کند.
مولکول CDC42 یک هومودایمر است که دو زنجیرهٔ A و B دارد. طول این مولکول پروتئینی ۱۹۱ اسید آمینه و وزن آن ۲۱٫۳۳ کیلودالتون است.
این پروتئین با مولکول‌های MAP3K10 و TRIP10 تعامل پروتئین-پروتئین دارد.

## اهمیت بالینی
اخیراً مشاهده شده‌است که این پروتئین به‌طور فعال به پیشرفت سرطان کمک می‌کند. چندین مطالعه دلیل چنین رفتاری را بررسی و اثبات کرده‌اند و در مورد مکانیسم‌های زیربنایی آن، فرضیه‌هایی را ارائه کرده‌اند. بیان بیش از اندازهٔ ژن «CDC42» در سرطان ریه از نوع سلول غیرکوچک، سرطان روده بزرگ، ملانوما، سرطان پستان و سرطان بیضه دیده می‌شود. نقش این مولکول در سرطان دهانه رحم هم بررسی شده‌است. مولکول CDC42 با افزایش تولید اینتگرین بتا سبب آغاز و تشدید فرایند متاستاز سرطانی می‌شود.